# Carmen Luz Parot
Carmen Luz Parot Alonso (n. 1967) es una periodista y documentalista chilena.

## Biografía
Se tituló como periodista en la Pontificia Universidad Católica de Chile y estudió dirección de fotografía con Héctor Ríos. Comenzó su carrera trabajando en diversos medios de comunicación, como el diario La Época o los canales de televisión Canal 2 Rock & Pop y Canal 13. En el canal Rock & Pop fue editora del programa Plaza Italia. Trabajó además junto al grupo musical Inti-Illimani, haciendo reportajes y videos musicales.
La idea de realizar su primer documental, Víctor Jara: El derecho de vivir en paz, surgió mientras hacía una investigación periodística sobre el cantante chileno torturado y asesinado durante la dictadura militar. En el documental la directora utilizó tanto material de archivo -entrevistas y conciertos de Jara- como entrevistas posteriores realizadas a familiares y amigos del cantante. Posteriormente estrenó el documental Estadio Nacional, que muestra cómo el estadio chileno homónimo fue utilizado como centro de detención durante la dictadura militar.
La directora hizo el documental Los Tres de Chile, sobre el grupo de rock Los Tres, el cual producido por Televisión Nacional de Chile en 2000. Parot registró además la gira de reencuentro del grupo Los Prisioneros, lo que dio origen al DVD Lo estamos pasando muy bien, que además de mostrar las canciones tocadas en los conciertos tiene imágenes registradas detrás de los escenarios.
Con motivo de la reforma de la Ley de Propiedad Intelectual de Chile en 2010, la directora criticó algunas de sus disposiciones, sobre todo aquellas que afectaban el trabajo de los documentalistas. Según Parot, la excepción de utilizar obras protegidas por el derecho de autor con fines informativos permitía que los medios de comunicación usaran partes de sus documentales sin retribución económica, a pesar de que los mismos medios cobran por la incorporación de sus materiales en sus filmes.
En 2015 estrenó en Chilevisión la serie de televisión documental Chile en llamas. Compuesta de siete episodios y presentada por Humberto Sichel, la serie muestra algunos casos de censura que ocurrieron en el país.
Cinco años después, Parot estrenó un segundo documental sobre Los Prisioneros, titulado El álbum, con material que registró en 2003 cuando la banda estaba grabando su disco homónimo. La obra fue estrenada en julio de 2020 por partes, a través del canal de YouTube de Los Prisioneros, con una duración total de 30 minutos.

## Vida personal
Está casada con el guionista y director de cine Gonzalo Maza, con quien tiene un hijo.

## Filmografía
- 2003 - Estadio Nacional
- 1999 - Víctor Jara: El derecho de vivir en paz